# Празеодимсеребро
Празеодимсеребро — бинарное неорганическое соединение, интерметаллид
серебра и празеодима
с формулой AgPr,
кристаллы.

## Получение
- Сплавление стехиометрических количеств чистых веществ:

{\displaystyle {\mathsf {Ag+Pr\ {\xrightarrow {932^{o}C}}\ AgPr}}}

## Физические свойства
Празеодимсеребро образует кристаллы кубической сингонии (примитивная решётка), пространственная группа P m3m, параметры ячейки a = 0,3736 нм, Z = 1,
структура типа хлорида цезия CsCl
.
Соединение конгруэнтно плавится при температуре 932 °C.